# James Hill
James DeWitt Hill, född 2 mars 1882 i Scottsdale i Pennsylvania, död 6 september 1927, var en amerikansk flygare.
Hill studerade till civilingenjör vid Cornell University, efter tre år lämnade han skolan på grund av dålig hälsa. Han lyckades få en anställning som ingenjör i Portland i Oregon, där han lärde sig flyga 1913. Av en ren slump flygutbildades han av den lärare som även lärde Lloyd Bertaud att flyga.
Efter första världskriget anställdes han som företagspilot och försäljare vid Curtiss aircraft company. Under tiden vid Curtiss blev han den enda pilot som inte skadade något flygplan, inte ens en repa. 1916 var han chef för den statliga flygskolan vid Scott Field och St. Charles School. Under en period var han rekordhållare på flygsträckan Buffalo - New York med tiden 3 timmar 20 minuter.
1 juli 1924 anställs han som postflygare, han var flera år äldre än de andra piloterna som anställdes samtidigt, men samtidigt hade han en större flygerfarenhet. Första månaderna flög han mellan Cleveland Ohio och Hazelhurst New York, senare kom han att trafikera linjen Cleveland - Hadley Field New Jersey. Under flygningarna till Hadley Field utvecklade han en egen metod för navigering eftersom han inte litade på flygplanets instrument. En tänd cigarr räckte från Cleveland till Mercer i Pennsylvania då visste han att han kunde flyga genom molnen utan att träffa på en bergstopp. Nästa etapp till Hadley Field krävde 3 och två femtedels cigarrer, när han kedjerökt den mängden flög han genom molnen och var rakt över flygplatsen. När statsförvaltningen i USA upphörde med postflyget den 11 augusti 1927, lämnade även Hill tjänsten som postflygare. Under de år han flög post bokförde han 1 828 flygtimmar.   
Tillsammans med Lloyd Bertaud funderade han på att genomföra en flygning över Atlanten för att vinna Orteig priset. Medan de planerade sin flygning landade Charles Lindbergh i Paris. Eftersom priset redan var borta bestämde de sig för att göra en längre flygning än Lindbergh, med start i New York med målgång i Rom Italien.
Med ekonomiskt stöd av tidningsmannen William Randolph Hearst kunde man köpa ett Fokker F-VII-A flygplan som döptes till Old Glory. Man flyttade startplatsen till Orchard Beach Maine  där flygplanet iornigställdes av Bertaud och Hill. Som passagerare, journalist och Hearsts representant följde Philip Payne från tidningen New York Daily Mirror med på flygningen. Man startade vid lunchtid 6 september 1927. Strax före midnatt sågs flygplanet från ett fartyg öster om Cape Race på Newfoundland i Newfoundland och Labrador, runt kl 4 på morgonen hörde ett fartyg ett nödanrop från flygplanet. Flygplanet var utrustat med en vattentät radiosändare som kontinuerligt sände ut flygningens anropssignal (WRHP - William Randolph Hearst), tanken med sändaren var att man skulle kunna följa flygplanets färdväg, nu kom den till användning för att lokalisera var flygplanet havererat. När de första fartygen kom fram till platsen för det förmodade haveriet fanns inga spår efter flygplanet eller dess besättning. Eftersom det blåste upp till storm avbröts sökandet. 12 september sände Hearst ut fartyget S.S. Kyle för att leta efter spår och överlevande, man lyckades hitta några vrakdelar från flygplanet, men inga spår efter besättningen.
Flygplatsen Latrobe i Pennsylvania namnändrades 1927 för att hedra James DeWitt Hills minne.